# 소크 연구소

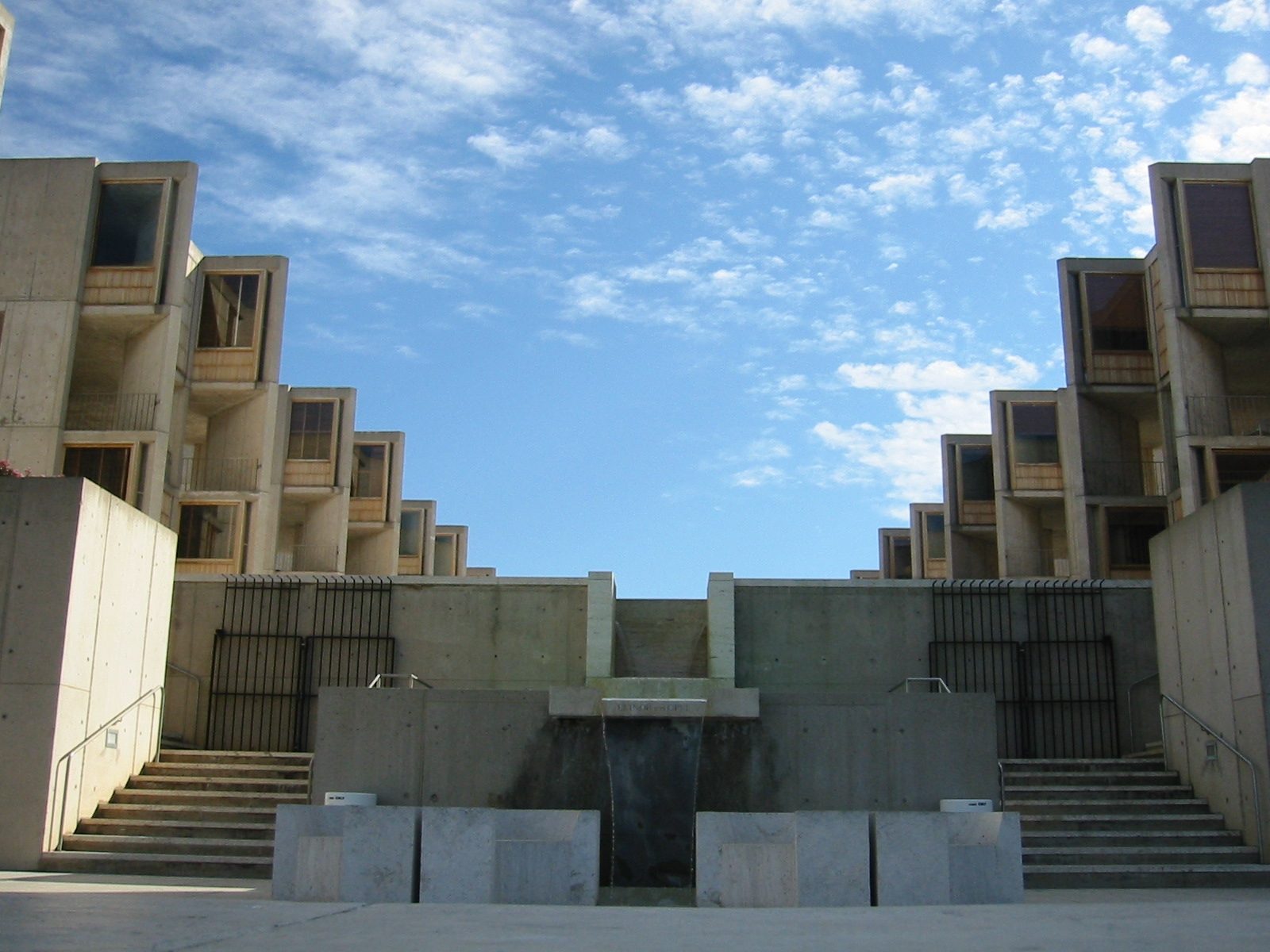
소크 연구소 정면

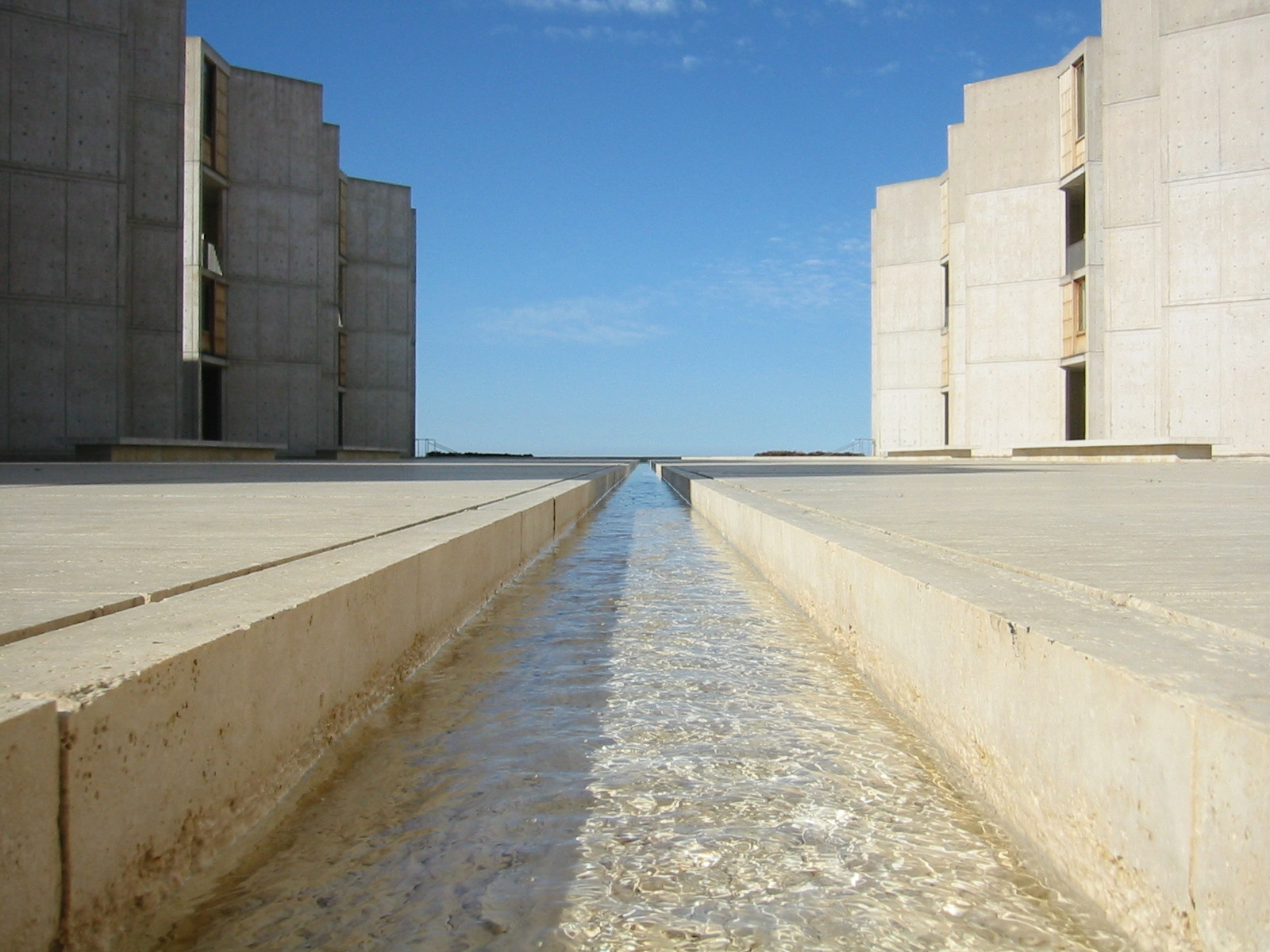
소크 연구소 중앙의 실개천

소크 연구소(영어: Salk Institute for Biological Studies)는 미국 캘리포니아주 샌디에이고 라호이아에 있는 세계적인 생명과학 연구소의 하나이다. 소아마비 백신을 개발한 조너스 소크가 1960년 설립했다. 생명과학 분야에서 연구 성과와 품질 측면에서 높이 평가되었는데, 특히 2009년 사이언스와치는 신경과학과 행동 연구 분야에서 세계 1위로 평가했다.
11명의 노벨 생리의학상 수상자가 교수 혹은 연구원으로 근무했으며, 지금은 엘리자베스 블랙번, 로저 귈레민이 교수진에 포함되어 있다. 

건물은 루이스 칸이 설계하였다. 조너스 소크는 세계 최고의 연구자들을 영입하기 위해 아름다운 시설을 원했고, 미국으로 망명한 러시아계 유태인이란 공통점을 가진 건축가 루이스 칸을 만나서 깊이 교감하며 진행했는데, 그 결과가 소크 연구소 건물이다.
루이스 칸은 두 건물 사이의 마당을 완전히 비운 것에 대해서는 루이스 바라간(Luis Barragán)의 조언을 받았다.
이 건물은 1991년 미국 국립역사기념물(National Historical Landmark)로 지정되었고, 이 일대는 2006년 미국 국립사적지(National Register of Historic Places)로 지정되었다.

## 같이 보기
- 콜드스프링하버 연구소
- 캘리포니아 대학교 샌디에이고